# لینتون
لینتون (به انگلیسی: Lynton) یک شهرک در شهرستان دوون، بریتانیا است. لینتون ۱٬۱۵۷ نفر جمعیت دارد. این شهرک در نزدیکی دهکده بندر لینموث واقع شده است و دارای همان شورای شهر است. لینتون تقریباً در نیمه راه بین بارنستاپل و مینهید واقع شده است.